# Wolfhound TSV
Wolfhound TSV (тр. «Ву́лфгаунд», укр. «вовкодав») — повнопривідний 6х6 багатоцільовий броньований автомобіль із захистом від мін і засідок, розроблений у Великій Британії компанією Integrated Survivability Technologies (спільне підприємство Force Protection Inc та NP Aerospace Ltd). Wolfhound є варіантом бронемашини Mastiff з можливістю перевозити більше вантажів чи буксовану артилерію. Екіпаж складається із чотирьох осіб.
Wolfhound TSV класифікується як MRAP. Wolfhound може бути озброєний 7.62-мм GPMG кулеметом, 5.56-мм L110A1 MINIMI або 40-мм гранатометом GMG. Wolfhound існує у двох модифікаціях.

## Оператори
- Щонайменше 130 одиниць було виготовлено[3]
- Невстановлена кількість була передана Україні з початком російського вторгнення в Україну